# Geelvinkia
Geelvinkia is een geslacht van kreeftachtigen uit de klasse van de Malacostraca (hogere kreeftachtigen).

## Soorten
- Geelvinkia ambaiana Bott, 1974
- Geelvinkia calmani (Roux, 1927)
- Geelvinkia darnei Ng & Guinot, 1997
- Geelvinkia holthuisi Bott, 1974